# Andreas Holden
Andreas Hansen Holden, född 28 oktober 1871 på Holdens gård i Telemarken, död 21 januari 1957 i Diö, var en norsk-svensk företagare.
Andreas Holden var son till agronomen Peder Hansen. Efter middelskolexamen studerade han vid Chalmers tekniska institut och utexaminerades från dess avdelning för väg- och vattenbyggnad 1894. Holden fortsatte sina studier vid Chemnitz Papierwarenfabrik och under studieresor i Tyskland, Storbritannien, Frankrike, Ryssland och USA. 1895–1897 var han ingenjörsassistent vid Skottfors pappersfabrik i Norge samt 1897–1898 förste verkmästare vid Kuusankoski pappersfabriks AB i Kouvola, Finland. Han återkom därefter till Sverige och var 1898–1908 driftsingenjör vid Långeds pappersbruk i Dalsland. 1908–1916 var han verksam som konstruktör och driftsingenjör vid AB Skellefteå trämassefabrik. Han gjorde under denna tid ett flertal uppfinningar, på vilka han tog ut patent. Hans uppfinningar kom att få stort värde inom cellulosa- och pappersindustrin och vann även internationell uppmärksamhet. Holden ledde utförandet av en dammbyggnad vid Skaftets såg, Kalmar lån, och uppförandet av Skellefteå trämassefabrik i Ursviken. 1916 blev Holden delägare, disponent och VD för Gemla fabrikers AB i Diö. Han övertog företaget i ett kritiskt läge, men lyckades under sin tid i ledningen utveckla det till ett av de ledande inom möbelbranschen.